# Dolabaş, Malazgirt
Dolabaş là một xã thuộc huyện Malazgirt, tỉnh Muş, Thổ Nhĩ Kỳ. Dân số thời điểm năm 2011 là 550 người.